# Ієн Поведа
Ієн Поведа (ісп. Ian Poveda; 9 лютого 2000, Лондон) — англійський футболіст колумбійського походження, атакувальний півзахисник «Манчестер Сіті».

## Клубна кар'єра
Розпочав займатись футболом в академії «Челсі», після чого був у академіях клубів «Пуерто Малагеньйо», «Арсенал» та «Барселона». 2014 року Поведа приєднався до академії «Брентфорд», де розпочав грати у команді U-15, а у наступному сезоні 2015/16 років грав за команду U-18, а також провів три гри за резервну команду. Поведа змушений був покинути «Брентфорд» в липні 2016 року, через закриття академії клубу.
18 липня 2016 року потрапив в академію «Манчестер Сіті». З командою U-18 став фіналістом юнацького кубка Англії 2016–17, після чого грав у складі резервної команди, виступаючи в тому числі у Трофеї Футбольної ліги, дек забив 2 голи у 5 матчах сезону 2018–19.
23 січня 2019 року Поведа дебютував в основному складі «Манчестер Сіті», вийшовши в матчі з «Бертон Альбіон» в Кубку футбольної ліги.

## Кар'єра в збірній
Поведа має право грати за Англію та Колумбію на міжнародному рівні, втім з 2015 року грав за юніорські збірні Англії усіх вікових категорій.